# Исрапилов, Хункар-Паша Германович
Хунка́р Германович Исрапилов  (13 ноября 1967, село Аллерой, ЧИАССР, СССР — 1 февраля 2000, Чечня, Россия) — военачальник, активный участник первой и второй чеченских войн в 1990-е — 2000-е гг. (до своей смерти — 1 февраля 2000 года), бригадный генерал и командующий Юго-Восточным фронтом армии Чеченской Республики Ичкерия. Занимал высокие посты в Вооружённых силах самопровозглашённой ЧРИ. Осуществлял военное руководство операцией во время рейда на город Кизляр в Дагестане в 1996 году. В своё время в формальной иерархии стоял выше Шамиля Басаева. Погиб в 2000 году, подорвавшись на мине при выходе из Грозного через минное поле.

## Биография
Родился в селе Аллерой, Курчалоевского района ЧИ АССР. Закончил Орджоникидзевское высшее общевойсковое командное училище. В 1984—1986 проходил действительную военную службу в рядах ВВ МВД СССР.
В 1992—1993 годах участвовал в боевых действиях в Абхазии в составе отрядов Конфедерации народов Кавказа, а также принимал участие в Первой карабахской войне на стороне Азербайджана.
В ноябре 1992 года Исрапилов прибыл в Абхазию для участия в военных действиях на стороне самопровозглашённой республики. Принимал участие в первой Шромской операции, где показал себя жестоким и смелым боевиком. Неоднократно с группой своих наёмников совершал вылазки в тыл противника, нанося урон живой силе, добывая ценные сведения о месторасположении грузинских войск. В мае 1993 года Хункарпаша с группой бойцов проник в населённый пункт Каман, засёк огневые точки и взял «языка». 16 мая 1993 года во время второй вылазки в Каман группой Хункарпаши было сожжено 3 дома и уничтожено около 70 грузинских солдат и местных жителей. Был участником июльской операции 1993 года, операции при захвате населённого пункта Шрома.
Во время первой чеченской войны 1994—1996 командовал отрядом сепаратистов в восточных районах Чечни.

Из оперативной сводки ФСБ:
Хункар Исрапилов, уроженец села Аллерой. Приметы: возраст около 30 лет, рост 170 см, носит короткую чёрную бороду, на правой щеке шрам. Ближайший помощник Шамиля Басаева.
Отряд Исрапилова контролирует работу нефтяных скважин, используемых для финансовой поддержки боевиков.
— 
14—19 июня 1995 года Исрапилов принял участие в басаевском налёте на Будённовск.
14 декабря 1995 года вместе с Салманом Радуевым и Султаном Гелисхановым захватил и удерживал до 19 декабря большую часть Гудермеса, навязав федеральным войскам тяжёлые бои.
9 января 1996 года вместе с Радуевым и Турпалом Атгериевым командовал отрядом во время нападения террористов на Кизляр. По сути, был военным руководителем атаки на город. Был одним из руководителей обороны села Первомайское.
По словам Исрапилова из интервью, которое он дал во время противостояния в Первомайском, «наши 250 бойцов отбили 22 атаки 15-тысячной группировки российских войск. Она состояла и из ОМОН, и СОБР, и Альфы, и двух танковых бригад, и десантуры. Моджахеды уничтожили в боях до 800 русских солдат».
Летом 1996 года стал командующим Юго-Восточным фронтом ЧРИ. В его группировке насчитывалось до 1600 боевиков, в том числе до 150 наёмников. Отрядами командовали Шамиль Басаев, Султан Гелисханов и Алауди Хамзатов. На вооружении числилось 5-6 танков, 7-8 БМП, 6 орудий, 4 РСЗО, 7 ЗУ, 7-8 ПЗРК.
После окончания войны получил звание местного бригадного генерала.
В сентябре 1996 года указом Яндарбиева был назначен «начальником департамента налоговой полиции коалиционного правительства ЧРИ».
В ночь на 26 апреля 1997 года на Исрапилова было совершено покушение: неизвестный выстрелил в окно дома в Грозном, где проживал Хункар, из гранатомёта «Муха». Хункар был ранен и госпитализирован.
В мае 1997 года указом Масхадова назначен директором учреждённого «Антитеррористического центра ЧРИ». Теперь в своём распоряжении стал иметь следственные бригады и группы быстрого реагирования, общей численностью 350 человек. Руководил АТЦ до конца 1998.
В 1998 году Хункерпаша ушёл в оппозицию Масхадову. 29 сентября 1998 года на очередном «Объединённом съезде участников русско-чеченской войны и воинов сопротивления» в Грозном он выступил с Басаевым и Радуевым с обвинениями Масхадова в узурпации власти, нарушении конституции, уходе от идей независимости. Фактически, полевые командиры потребовали отставки Аслана Масхадова.
В августе — сентябре 1999 года принимал непосредственное участие в боевых действиях сепаратистов в Новолакском районе и Кадарской зоне Дагестана.
В 1999—2000 годах командовал отрядом сепаратистов в битве за Грозный.
1 февраля 2000 года подорвался на мине при отходе из г. Грозного через минные поля в районе Алхан-Калы.

## Примечательные сведения
- Двоюродный брат Хункерпаши Ибрагим также состоял в незаконных вооружённых формированиях. В частности, он входил в бандгруппу, совершавшую убийства местных чиновников, а также теракты против военнослужащих. По данным следствия, Ибрагим Исрапилов руководил группой террористов, совершивших подрыв электрички маршрута Кисловодск-Минеральные Воды, а также планировал сам теракт по приказу Доку Умарова. В ходе расследования преступления Ибрагим Исрапилов был задержан в конце 2003 года в Предгорном районе Ставропольского края[21] В июне 2004 года 43-летний Ибрагим был приговорён к 20 годам лишения свободы с отбыванием наказания в колонии строгого режима.[22].
- Образ Исрапилова был воплощён в полевом командире Дукузе Исрапилове в фильме Александра Невзорова «Чистилище», его роль сыграл Дмитрий Нагиев.
- В 2016 году, в Коджаэли на северо-западе Турции, был убит брат Хункара Исрапилова, Руслан Исрапилов. Убийцы постучали в дверь дома, где он жил, и на чеченском языке попросили выйти на улицу. После того как Руслан вышел из дома, в него было произведено четыре выстрела[23].